# Alla conquista di Hollywood
Alla conquista di Hollywood (Bottoms up) è un film del 1934, diretto da David Butler. 